# نیچرز سانشاین
نیچرز سانشاین (انگلیسی: Nature's Sunshine) شرکت بازاریابی آمریکایی است، که در سال ۱۹۷۲ تأسیس شد.